# Bungarimba
Bungarimba là một chi thực vật có hoa trong họ Thiến thảo (Rubiaceae).

## Loài
Chi Bungarimba gồm các loài: